# Ульяново (Калузька область)
Ульяново (рос. Ульяново) — село в Ульяновському районі Калузької області Російської Федерації.
Населення становить 3078 осіб. Входить до складу муніципального утворення Село Ульяново.

## Історія
Від 2004 року входить до складу муніципального утворення Село Ульяново

## Населення
| 1859  | 1880  | 1897  | 1913  | 1926  | 1939  | 1959  |
| ----- | ----- | ----- | ----- | ----- | ----- | ----- |
| 1310  | ↗1735 | ↗3065 | ↗3446 | ↘3043 | ↗3067 | ↘2672 |
| 1970  | 1979  | 1989  | 2002  | 2010  |       |       |
| ↗3096 | ↘2917 | ↗3482 | ↘3085 | ↘3022 |       |       |